# Beamtenversorgungskasse der Kommunalen Versorgungskassen Kurhessen-Waldeck
Die Beamtenversorgungskasse Kurhessen-Waldeck KVK BeamtenVersorgungsKasse ist eine Körperschaft des öffentlichen Rechts mit Sitz in Kassel, die als Versorgungskasse im Rahmen der Beamtenversorgung tätig ist.

## Geschichte
Am 1. April 1904 nahmen die 1903 gegründeten Rechtsvorgänger der Beamtenversorgungskasse Kurhessen-Waldeck die „Ruhegehaltskasse für die Kommunalbeamten des Regierungsbezirks Kassel“ und die „Witwen- und Waisenkasse für die Kommunalbeamten des Regierungsbezirks Kassel“ ihre Tätigkeit auf. Mit Wirkung vom 1. April 1956 wurde die Witwen- und Waisenkasse für die Kommunalbeamten des Regierungsbezirks Kassel aufgelöst. Die Ruhegehaltskasse für die Kommunalbeamten des Regierungsbezirks Kassel führte von diesem Zeitpunkt an die Bezeichnung „Beamtenversorgungskasse Kurhessen-Waldeck“.

## Aufbau und Organisation der KVK BeamtenVersorgungsKasse
Die KVK BeamtenversorgungsKasse bildet zusammen mit der
- KVK ZusatzVersorgungsKasse und der
- KVK SterbeKasse

den Unternehmensverbund KVK Kommunale Versorgungskassen Kurhessen-Waldeck.
Die KVK BeamtenVersorgungsKasse ist Mitglied in der Arbeitsgemeinschaft kommunale und kirchliche Altersversorgung (AKA).

## Mitglieder
Mitglieder der KVK BeamtenVersorgungskasse sind
- Gemeinden und Gemeindeverbände
- Körperschaften, Anstalten und Stiftungen des öffentlichen Rechts
- juristische Personen des privaten Rechts, die als gemeinnützig anerkannt sind und auf die eine juristische Person des öffentlichen Rechts Einfluss ausübt oder die öffentliche Aufgaben erfüllen.

## Aufgaben
Die KVK BeamtenVersorgungsKasse übernimmt für ihre Mitglieder und deren Bediensteten folgende Aufgaben:
- Ausgleich der Versorgungslasten ihrer Mitglieder, die durch die Versorgung der Beamten und deren Hinterbliebenen entstehen
- Feststellung der Versorgungsleistungen und Zahlung an die Versorgungsberechtigten
- Beratung der Mitglieder und der Beamten in versorgungsrechtlichen Fragen
- Information der Mitglieder über die Entwicklung ihrer künftigen Versorgungsverpflichtungen und über Möglichkeiten zur finanziellen Vorsorge
- Verwaltung der gesetzlichen Versorgungsrücklage
- Zahlung des Ehrensolds an ehemalige ehrenamtliche Bürgermeister und Kassenverwalter sowie an deren Hinterbliebene
- Bearbeitung der Beihilfen bei Krankheit, Pflege und Geburt

Serviceleistungen
- Lohnsachbearbeitung (Berechnung und Auszahlung von Besoldung und Entgelten)
- Bearbeitung und Auszahlung des Kindergeldes als Landesfamilienkasse.

## Rechtsaufsicht
Die KVK BeamtenVersorgungsKasse steht unter der Aufsicht des Staates. Aufsichtsbehörde ist das Hessische Ministerium des Innern und für Sport.